# Senden, Coesfeld
Senden là một đô thị ở huyện Coesfeld, trong Nordrhein-Westfalen, Đức.
Senden tọa lạc về phía đông của huyện Coesfeld, khoảng 15 km về phía tây nam của thành phố Münster.
Sông Stever và kênh đào Dortmund-Ems chảy qua đô thị Senden.

### Các đô thị giáp ranh
- Thành phố:
  - Münster
- Thị xã:
  - Dülmen
  - Lüdinghausen
- Municipalities (villages):
  - Ascheberg
  - Havixbeck
  - Nordkirchen
  - Nottuln

## Các khu vực dân cư
Đô thị Senden có 4 làng:
- Bösensell
- Ottmarsbocholt
- Senden
- Venne